# Општина Ново Сарајево
Општина Ново Сарајево је општина чија територија заузима централни дио Сарајевског поља. Граничи се са општинама Центар, Нови Град, Вогошћа и једним својим дијелом, са Републиком Српском, тачније са општином Источно Ново Сарајево.
Општина Ново Сарајево је административни, пословни, културни, образовни, трговинско-услужни дио града Сарајева.
Простире се на површини од 11,43 км2. Прије рата општина је заузимала површину од 47,15 км2, што значи да сада око 75% пријератне територије припада Републици Српској, а остатак Федерацији БиХ.
Прије рата, а према попису становништва из 1991. године, општина Ново Сарајево је имала 95.255 становника и била међу најнасељенијим градским општинама.
Данас на подручју општине Ново Сарајево живи 75.662 становника (31.12.2004. године).

## Становништво
По последњем службеном попису становништва из 1991. године, општина Ново Сарајево (једна од градских општина Града Сарајева) је имала 95.089 становника, распоређених у 8 насељених места.
| Становништво општине Ново Сарајево |                 |                 |                 |
| година пописа                      | 1991.           | 1981.           | 1971.           |
| Срби                               | 32.899 (34,59%) | 31.276 (33,20%) | 45.806 (40,96%) |
| Муслимани                          | 33.902 (35,65%) | 26.634 (28,27%) | 37.147 (33,22%) |
| Хрвати                             | 8.798 (9,25%)   | 11.104 (11,78%) | 17.491 (15,64%) |
| Југословени                        | 15.099 (15,87%) | 20.178 (21,42%) | 5.798 (5,18%)   |
| остали и непознато                 | 4.391 (4,61%)   | 5.008 (5,31%)   | 5.569 (4,98%)   |
| укупно                             | 95.089          | 94.200          | 111.811         |

На попису становништва из 1971. године, општина Ново Сарајево је била јединствена са општином Нови Град.
стање 2002.
- Срби 9.897
- Бошњаци 45.915
- Хрвати 7.024
- Остали 3.372
- Укупно 66.208 становника

стање 2004.
- Срби 9.123
- Бошњаци 57.013
- Хрвати 6.804
- Остали 2.722
- Укупно 75.662 становника

## Мјесне заједнице
Општина Ново Сарајево се састоји од сљедећих мјесних заједница: Пофалићи I, Пофалићи II, Велешићи, Горњи Велешићи, Жељезничка, Долац, Малта, Ченгић Вила I, Квадрант, Ченгић Вила II, Храсно, Храсно Брдо, Трг Хероја, Грбавица I, Грбавица II, Ковачићи, Горњи Ковачићи, те Враца.

## Привреда
До 1992. године Општина је била једна од привредно најразвијенијих општина у БиХ. Имала је 32.900 радника, од чега је 40% у области индустрије. У току рата готово цијела индустрија је уништена, те је послијератни период усмјерен на обнову и развој уништених привредних капацитета, преструктурирање привреде, провођење приватизације.
Значајни садржаји Општине Ново Сарајево су:
- модерни саобраћајни терминал на локацији жељезничке и аутобуске станице - модерни Универзитетски центар
- пословни објекти највећих сарајевских и свјетских компанија
- хотели-бројни културни садржаји који обезбјеђују континуитет урбаног ткива
- репрезентативни објекти друштвене инфраструктуре-пословни објекти